# Stenagostus
Stenagostus là một chi bọ cánh cứng trong họ 
Elateridae.
Chi này được miêu tả khoa học năm 1859 bởi Thomson.

## Các loài
Các loài trong chi này gồm:
- Stenagostus laufferi (Reitter, 1904)
- Stenagostus probosus (Buysson, 1901)
- Stenagostus rhombeus (Olivier, 1808)
- Stenagostus rosti (Schwarz, 1897)
- Stenagostus rufus (DeGeer, 1774)
- Stenagostus sardiniensis (Reitter, 1914)
- Stenagostus umbratilis (Lewis, 1894)
- Stenagostus zuercheri (Reitter, 1909)

## Hình ảnh

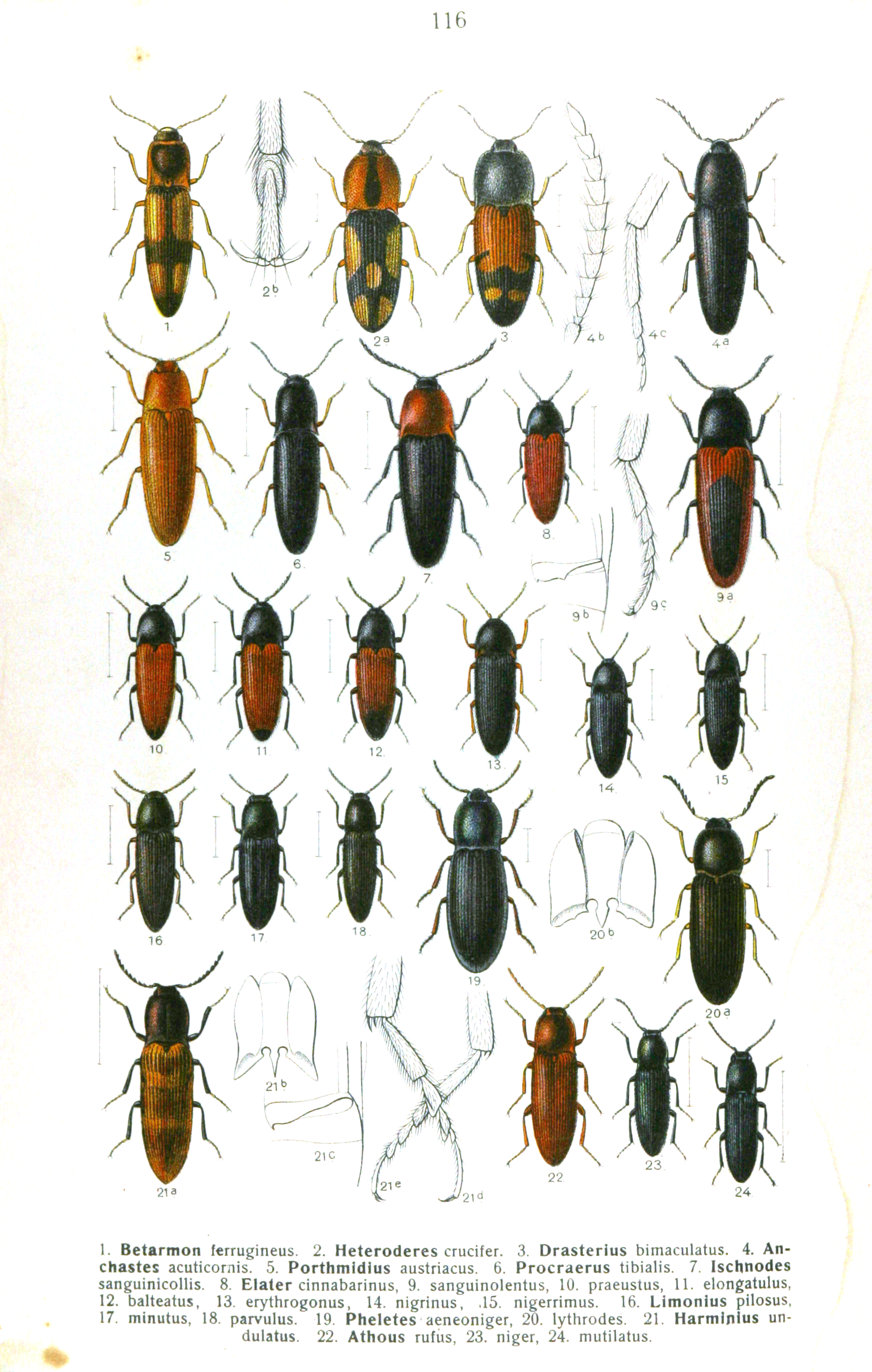